# Banco General de Mauritania
El Banco General de Mauritania para la Inversión y el Comercio (en francés: Générale de Banque de Mauritanie pour l'Investissement et le Commerce, S.A., GMB) es un banco comercial de Mauritania creado en 1995 por el empresario Mohamed Ould Bouamatou y cuya sede está en Nuakchot.
La entidad tiene una clara vocación comercial exterior que ofrece recursos financieros muy elaborados a un escogido grupo de inversores y empresas mauritanas y extranjeras, asociado con el Belgolaise Fortis Group. El mayor accionista es su propietario (Ould Bouamatou, con un 31,04% de acciones), seguido del Belgolaise Bank (30%), el Grupo MAOA —el mayor complejo industrial mauritano, propiedad de Mohamed Abdallahi Ould Abdallahi— (23%).